# 876 Scott
876 Scott este o planetă minoră, din centura principală, ce orbitează Soarele. Obiectul a fost descoperit la Observatorul din Viena de astronomul austriac Johann Palisa, la 21 iunie 1917.

## Denumirea asteroidului
Asteroidul a primit numele soției exploratorului englez Robert Falcon Scott, doamna E. Scott care a sprijinit membrii universităților austriece după Primul Război Mondial.

## Caracterisstici
Asteroidul are diametrul mediu de circa 21,88 km și prezintă o orbită caracterizată de o semiaxă majoră egală cu 3,0115751 UA și de o excentricitate de 0,1078267, înclinată cu 11,33083° în raport cu ecliptica.